# Igreja Hypapante (Dhërmi)
A Igreja Hypapante (em albanês:  Kisha e Ipapandisë) é uma igreja em Dhërmi, no condado de Vlorë, na Albânia. É um Monumento Cultural da Albânia.